# Meilleurs handballeurs aux Jeux olympiques
Les meilleurs handballeurs aux Jeux olympiques sont les joueurs qui ont désignés dans l'équipe-type de chaque tournoi des Jeux olympiques.

## Meilleurs joueurs par édition
Les meilleurs joueurs par édition sont désignés depuis 2016 uniquement :
| Édition | Meilleur joueur    | Nation       |
| ------- | ------------------ | ------------ |
| 2016    | Mikkel Hansen      | Danemark     |
| 2020    | Mathias Gidsel     | Danemark (2) |
| 2024    | Mathias Gidsel (2) | Danemark (3) |

## Meilleurs joueurs par compétition

### De 1972 à 1984
En 1972, 1976, 1980 et 1984, l'équipe-type n'est pas connue ou n'a pas été définie.

### Jeux olympiques de 1988
Pour la première fois, la Fédération internationale de handball a nommé une équipe-type de la compétition :
- Gardien de but : Andreï Lavrov,  Union soviétique ;
- Ailier gauche : Valeri Gopine,  Union soviétique ;
- Arrière gauche : László Marosi (en),  Hongrie ;
- Demi-centre : Zlatko Portner ,  Yougoslavie ;
- Pivot : Per Carlén,  Suède ;
- Arrière droit : Kang Jae-won,  Corée du Sud ;
- Ailier droit : Mihály Iváncsik (en),  Hongrie.

### Jeux olympiques de 1992
L'équipe-type des Jeux olympiques est, :
- Gardien de but : Andreï Lavrov,  Équipe unifiée ;
- Ailier gauche : Valeri Gopine,  Équipe unifiée ;
- Arrière gauche : Denis Lathoud,  France ;
- Demi-centre : Talant Douïchebaïev,  Équipe unifiée ;
- Pivot : Per Carlén,  Suède ;
- Arrière droit : Cho Chi-hyo (en),  Corée du Sud ;
- Ailier droit : Pierre Thorsson,  Suède.

### Jeux olympiques de 1996
L'équipe-type des Jeux olympiques est :
- meilleur gardien de but : Mats Olsson,  Suède
- meilleur ailier droit : Irfan Smajlagić,  Croatie
- meilleur arrière droit : Stéphane Stoecklin,  France
- meilleur demi-centre : Magnus Andersson,  Suède
- meilleur pivot : Dimitri Torgovanov,  Russie
- meilleur arrière gauche : Frédéric Volle,  France
- meilleur ailier gauche : Patrik Ćavar,  Croatie

### Jeux olympiques de 2000
L'équipe-type des Jeux olympiques, :
- Meilleur gardien de but : Peter Gentzel,  Suède
- Meilleur ailier gauche : Rafael Guijosa,  Espagne
- Meilleur arrière gauche : Stefan Lövgren,  Suède
- Meilleur demi-centre : Talant Dujshebaev,  Espagne
- Meilleur arrière droit : Paek Won-chul (en),  Corée du Sud
- Meilleur ailier droit : Lev Voronine,  Russie
- Meilleur pivot : Dragan Škrbić,  RF Yougoslavie

### Jeux olympiques de 2004
L'équipe-type du tournoi, appelée aussi « all star team », désigne les sept meilleurs joueurs du tournoi à leur poste respectif. Elle est composée de :
- Meilleur gardien : Henning Fritz,  Allemagne
- Meilleur ailier gauche : Juanín García,  Espagne
- Meilleur arrière gauche : Carlos Pérez,  Hongrie
- Meilleur demi-centre : Ivano Balić,  Croatie
- Meilleur pivot : Christian Schwarzer,  Allemagne
- Meilleur arrière droit : Ólafur Stefánsson,  Islande
- Meilleur ailier droit : Mirza Džomba,  Croatie

### Jeux olympiques de 2008
L'équipe du tournoi, appelée aussi « all star team », désigne les sept meilleurs joueurs du tournoi à leur poste respectif. Elle est composée de, :
- Meilleur gardien : Thierry Omeyer,  France
- Meilleur ailier gauche : Guðjón Valur Sigurðsson,  Islande
- Meilleur arrière gauche : Daniel Narcisse,  France
- Meilleur demi-centre : Snorri Steinn Guðjónsson,  Islande
- Meilleur pivot : Bertrand Gille,  France
- Meilleur arrière droit : Ólafur Stefánsson,  Islande
- Meilleur ailier droit : Albert Rocas,  Espagne

### Jeux olympiques de 2012
L'équipe du tournoi, appelée aussi « all star team », désigne les sept meilleurs joueurs du tournoi à leur poste respectif.
Lors des Jeux olympiques de 2012, les joueurs la composant étaient, :
- Gardien de but : Thierry Omeyer ( France)
- Arrière gauche : Aron Pálmarsson ( Islande)
- Arrière droit : Kim Andersson ( Suède)
- Demi-centre : Nikola Karabatic ( France)
- Ailier droit : Ivan Čupić ( Croatie)
- Ailier gauche : Jonas Källman ( Suède)
- Pivot : Julen Aguinagalde ( Espagne)

### Jeux olympiques de 2016
| Landin Gensheimer Sorhaindo Svan Hansen Karabatic Porte Meilleur joueur : Hansen Meilleur gardien : Heinevetter (40,0 %) Meilleur buteur : Bielecki (55 buts)               |
| Équipe-type des Jeux olympiques de 2016 |
| · Landin · Gensheimer · Sorhaindo · Svan · Hansen · Karabatic · Porte Meilleur joueur : Hansen Meilleur gardien : Heinevetter (40,0 %) Meilleur buteur : Bielecki (55 buts) |

Pour la première fois dans l'histoire des Jeux olympiques, le titre meilleur joueur du tournoi est désigné :
- Meilleur joueur (MVP) : Mikkel Hansen ( Danemark)

L'équipe du tournoi, aussi appelée « All-star team », désigne les sept meilleurs joueurs du tournoi à leur poste respectif.
Lors des Jeux olympiques de 2016, les joueurs la composant sont :
- Meilleur gardien de but : Niklas Landin Jacobsen ( Danemark)
- Meilleur ailier gauche : Uwe Gensheimer ( Allemagne)
- Meilleur arrière gauche : Mikkel Hansen ( Danemark)
- Meilleur demi-centre : Nikola Karabatic ( France)
- Meilleur pivot : Cédric Sorhaindo ( France)
- Meilleur arrière droit : Valentin Porte ( France)
- Meilleur ailier droit : Lasse Svan Hansen ( Danemark)

### Jeux olympiques de 2020
| Gérard Descat Fabregas Gómez Hansen Remili Omar Meilleur joueur : Gidsel Meilleur buteur : Hansen , 61 buts Meilleur gardien : Bitter , 33,3 %             |
| Équipe-type des Jeux olympiques 2020 |
| · Gérard · Descat · Fabregas · Gómez · Hansen · Remili · Omar Meilleur joueur : Gidsel Meilleur buteur : Hansen, 61 buts Meilleur gardien : Bitter, 33,3 % |

L'équipe du tournoi, appelée aussi « all star team », désigne les meilleurs joueurs du tournoi à leur poste respectif. Lors des Jeux olympiques de 2020, les joueurs la composant sont :
- Meilleur joueur (MVP) : Mathias Gidsel ( Danemark)
- Meilleur gardien de but : Vincent Gérard ( France)
- Meilleur ailier gauche : Hugo Descat ( France)
- Meilleur arrière gauche : Mikkel Hansen ( Danemark)
- Meilleur demi-centre : Nedim Remili ( France)
- Meilleur pivot : Ludovic Fabregas ( France)
- Meilleur arrière droit : Yahia Omar ( Égypte)
- Meilleur ailier droit : Aleix Gómez ( Espagne)

### Jeux olympiques de 2024
| Landin Fernández Jørgensen Janc Pytlick Knorr Uščins Meilleur joueur : Gidsel Meilleur buteur : Gidsel , 62 buts Meilleure gardien : Mikler , 39,7 %             |
| Équipe-type des Jeux olympiques 2024 |
| · Landin · Fernández · Jørgensen · Janc · Pytlick · Knorr · Uščins Meilleur joueur : Gidsel Meilleur buteur : Gidsel, 62 buts Meilleure gardien : Mikler, 39,7 % |

L'équipe-type du tournoi, appelée aussi « all star team », a été désignée après la finale le 11 août 2024 :
- Meilleur joueur (MVP) : Mathias Gidsel ( Danemark)
- Meilleur gardien de but : Niklas Landin Jacobsen ( Danemark)
- Meilleur ailier gauche : Daniel Fernández (en) ( Espagne)
- Meilleur arrière gauche : Simon Pytlick ( Danemark)
- Meilleur demi-centre : Juri Knorr ( Allemagne)
- Meilleur pivot : Lukas Jørgensen ( Danemark)
- Meilleur arrière droit : Renārs Uščins ( Allemagne)
- Meilleur ailier droit : Blaž Janc ( Slovénie)